# Municipio de Jasper (Dakota del Sur)
El municipio de Jasper (en inglés: Jasper Township) es un municipio ubicado en el condado de Hanson en el estado estadounidense de Dakota del Sur. En el año 2010 tenía una población de 158 habitantes y una densidad poblacional de 1,73 personas por km².

## Geografía
El municipio de Jasper se encuentra ubicado en las coordenadas 43°43′0″N 97°47′14″O / 43.71667, -97.78722. Según la Oficina del Censo de los Estados Unidos, el municipio tiene una superficie total de 91.54 km², de la cual 91,53 km² corresponden a tierra firme y (0 %) 0 km² es agua.

## Demografía
Según el censo de 2010, había 158 personas residiendo en el municipio de Jasper. La densidad de población era de 1,73 hab./km². De los 158 habitantes, el municipio de Jasper estaba compuesto por el 100 % blancos. Del total de la población el 0 % eran hispanos o latinos de cualquier raza.